# Syngman Rhee
Syngman Rhee, född den 26 mars 1875 i Haeju, död den 19 juli 1965 i Honolulu, var en koreansk politiker och nationalist. Han var Sydkoreas första president och landets diktator mellan augusti 1948 och april 1960. 

## Biografi
Rhee föddes 1875 i en familj som levde under blygsamma förhållanden. Han undervisades i en engelsk metodistskola i Seoul och grundade 1895 Koreas första dagliga tidning. 1897 ledde han en frihetsrörelse bland studenter. Han häktades och dömdes till livstids fängelse, men frigavs 1904 i ett förvirrat läge under rysk-japanska kriget. 1904 lämnade han Korea för att försöka övertyga den amerikanska regeringen att skydda Koreas suveränitet och träffade bland annat USA:s utrikesminister John Hay och presidenten Theodore Roosevelt för detta ändamål. Hans ansträngningar ledde dock ingen vart och 1905 blev Korea ett japanskt protektorat. Rhee valde då att stanna i USA för att studera och han tog en grundexamen vid George Washington University 1907 och en Ph.D. vid Harvard University 1910. Det var under vistelsen i USA han antog den angliserade formen av sitt namn, Syngman Rhee.
1910, samma år som Japan annekterade Korea, återvände Rhee till hemlandet för att arbeta som generalsekreterare för KFUK-KFUM. Två år senare tvingades han lämna Korea på grund av sina nationalistiska aktiviteter och han slog sig ned i Hawaii. Han var under andra världskriget representant i USA för en i Chongqing bildad provisorisk koreansk regering och blev 1946 ordförande i Sydkoreas exekutiva råd.
Efter valen i maj 1948 utsågs Rhee till den sydkoreanska republikens förste president. Under Koreakriget var Rhees förhållande till FN och de allierade tidvis spänt. Inför presidentvalet 1952 begärde han en författningsändring, som avsåg att presidenten skulle väljas direkt av folket. Rhee, som hade parlamentsmajoriteten emot sig, införde belägringstillstånd och lät arrestera några av de främsta motståndarna. Han tvingades avgå och fly landet 1960 i samband med folkliga protester efter ett omtvistat val. Fem år senare avled han i exil på Hawaii.